# Мендота (город, Миннесота)
Мендота (англ. Mendota) — город в округе Дакота, штат Миннесота, США. На площади 0,5 км² (0,5 км² — суша, водоёмов нет), согласно переписи 2002 года, проживают 197 человек. Плотность населения составляет 403,8 чел./км².
- Телефонный код города — 651
- Почтовый индекс — 55150
- FIPS-код города — 27-41678[1]
- GNIS-идентификатор — 0647762[2]